# Mistrzostwa Afryki U-20 w Piłce Ręcznej Mężczyzn 1998
Mistrzostwa Afryki U-20 w Piłce Ręcznej Mężczyzn 1998 – dziesiąte mistrzostwa Afryki U-20 w piłce ręcznej mężczyzn, oficjalny międzynarodowy turniej piłki ręcznej o randze mistrzostw kontynentu organizowany przez CAHB mający na celu wyłonienie najlepszej złożonej z zawodników do lat dwudziestu męskiej reprezentacji narodowej w Afryce. Odbył się wraz z mistrzostwami U-19 kobiet w dniach 15–22 sierpnia 1998 roku w Abidżanie. Tytułu zdobytego w 1996 roku broniła reprezentacja Egiptu. Mistrzostwa były jednocześnie eliminacjami do MŚ 1999.

## Finał
| 22 sierpnia 1998 | Egipt U-20 | 32:25 | Tunezja U-20 | Abidżan |
| 22 sierpnia 1998 |            | 32:25 |              | Abidżan |

## Klasyfikacja końcowa
| Miejsce | Reprezentacja                 | Uwagi          |
| ------- | ----------------------------- | -------------- |
| złoto   | Egipt U-20                    | awans: MŚ 1999 |
| srebro  | Tunezja U-20                  | awans: MŚ 1999 |
| brąz    | Angola U-20                   | –              |
| 4       | Wybrzeże Kości Słoniowej U-20 | –              |